# 9533 Aleksejleonov
9533 Aleksejleonov este un asteroid din centura principală de asteroizi.

## Descriere
9533 Aleksejleonov este un asteroid din centura principală de asteroizi. A fost descoperit pe 28 septembrie 1981 la Observatorul de Astrofizică din Crimeea de Liudmila Juravliova. Asteroidul prezintă o orbită caracterizată de o semiaxă mare de 2,62 ua, o excentricitate de 0,17 și o înclinație de 6,6° în raport cu ecliptica.